# Montana
Montana es uno de los cincuenta estados que, junto con Washington D. C., forman los Estados Unidos de América. Su capital es Helena y su ciudad más poblada, Billings. Está ubicado en la región oeste del país, en las Montañas Rocosas. Limita al norte con Canadá, al este con Dakota del Norte y Dakota del Sur, al sur con Wyoming y al oeste con Idaho. Con 380 838 km² es el cuarto estado más extenso —por detrás de Alaska, Texas y California—, con 1 068 778 habs. en 2019, el séptimo menos poblado —por delante de Delaware, Dakota del Sur, Alaska, Dakota del Norte, Vermont y Wyoming, el menos poblado— y, con 2,73 habs./km², el tercero menos densamente poblado, por delante de Wyoming y Alaska, el menos densamente poblado. Fue admitida en la Unión el 8 de noviembre de 1889, como el 41.er estado.
El tercio centro oeste es recorrido por montañas (aproximadamente setenta y siete nombradas) de las Rocosas; así se explica su nombre, derivado de la palabra española montaña. El apodo del estado es el Estado de Tesoro (Treasure State). Otros apodos son Tierra de Montañas Brillantes (Land of Shining Mountains), País del Gran Cielo (Big Sky Country) y el Último Mejor Lugar (The Last Best Place). La economía se basa principalmente en la agricultura y en la extracción de madera y minerales. El turismo es también un factor importante en su economía, con millones de visitantes al año al parque nacional de los Glaciares, al lugar de la batalla de Little Big Horn y al parque nacional de Yellowstone.

## Toponimia
El nombre Montana viene de la palabra en español Montaña, que a su vez procede del latín vulgar montanea, que significa gran elevación natural del terreno. Montaña del Norte fue el nombre que los primeros exploradores españoles le dieron a toda la región montañosa del Oeste. El nombre de Montana fue incluido en una propuesta de ley por parte del Comité sobre los Territorios de Estados Unidos, que presidía por entonces el republicano de Ohio James Ashley, para el territorio que se convertiría en Territorio de Idaho. Este nombre fue cambiado por los representantes Henry Wilson (Massachusetts) y Benjamin F. Harding (Oregón), los cuales se quejaron de que no tenía "sentido". Al presentar Ashley una propuesta de ley para establecer un gobierno temporal en 1864 para el nuevo territorio a partir del de Idaho, de nuevo eligió como nombre Territorio de Montana. Esta vez el republicano Samuel Cox, también de Ohio, se opuso a ese nombre. Cox se quejó de que el nombre era poco adecuado, dado que la mayor parte del territorio no es montañoso, afirmando que el nombre que los nativos americanos le habían dado era más apropiado que el español. Se sugirieron nombres como Shoshone, pero se decidió que el Comité sobre los Territorios pudiera nombrarlo como quisiera, de manera que se adoptó finalmente el nombre de Montana.

## Historia

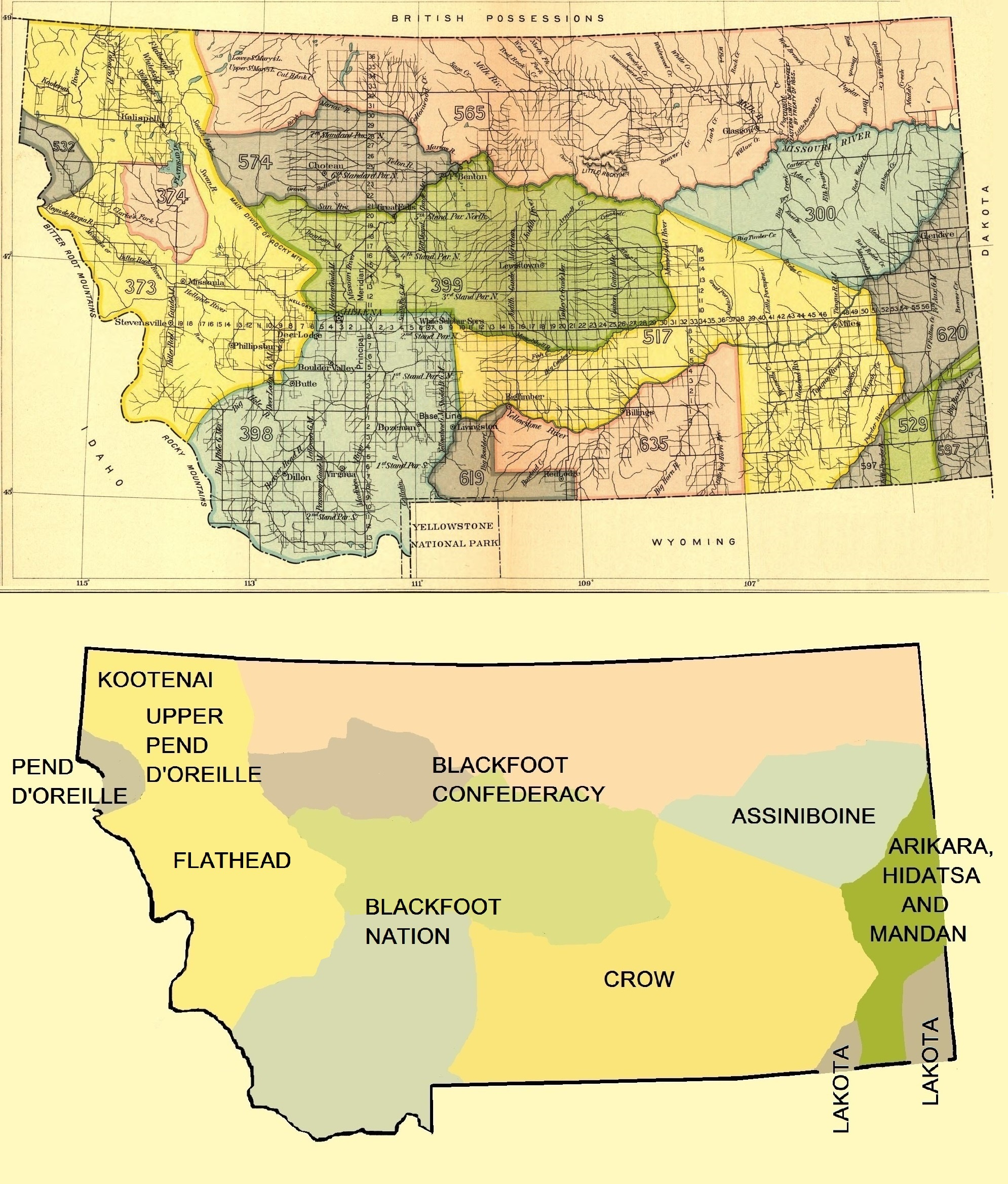
Primeros tratados territoriales indios establecidos en Montana

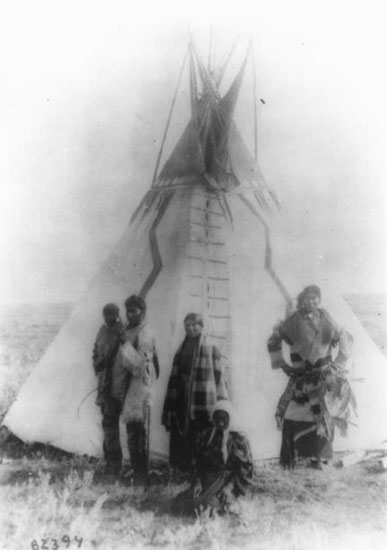
Familia Assiniboine, Montana, 1890-1891

Varios pueblos indígenas vivieron en el territorio del actual estado de Montana durante miles de años. Las tribus históricas que se encontraron los europeos y los colonos de los Estados Unidos incluyen a los pueblos crow en la zona centro-sur, cheyenne en el sureste, pies negros, assiniboine y gros ventres en la zona central y norte-central, y kootenai y salish en el oeste. Las tribus Pend d'Oreille y Kalispel más pequeñas vivían cerca del lago Flathead y de las montañas occidentales, respectivamente. Una parte del sureste de Montana se usó como corredor entre los crow y los hidatsas relacionados en Dakota del Norte.

### SigloXIX
Como parte de la cuenca del río Misuri, toda la tierra en Montana al este de la División Continental fue parte de la compra de Luisiana en 1803. Posteriormente, y particularmente en las décadas que siguieron a la Expedición de Lewis y Clark, los comerciantes europeos, canadienses y estadounidenses operaron un comercio de pieles, comerciando con pueblos indígenas, tanto en las partes oriental como occidental de lo que se convertiría en Montana. Aunque la interacción cada vez mayor entre los comerciantes de pieles y los pueblos indígenas a menudo resultó ser una asociación rentable, los conflictos estallaron cuando los intereses indígenas se vieron amenazados, como el conflicto entre los cazadores estadounidenses y los Blackfeet. Los pueblos indígenas de la región también fueron diezmados por enfermedades introducidas por los comerciantes de pieles a las que no tenían inmunidad. El puesto comercial Fort Raymond (1807-1811) se construyó en el país de los indios Crow en 1807. Hasta el Tratado de Oregón de 1846, la tierra al oeste de la división continental se disputaba entre los gobiernos británico y estadounidense y era conocido como el País de Oregón. El primer asentamiento permanente de euroamericanos en lo que hoy es Montana fue St. Mary's, establecido en 1841 cerca de la actual Stevensville. En 1847, Fort Benton fue construido como el puesto de comercio de pieles más alto del río Misuri. En la década de 1850, los colonos comenzaron a trasladarse a los valles de Beaverhead y Big Hole desde Oregon Trail y hacia el valle de Clark's Fork.

El primer oro descubierto en Montana fue en Gold Creek cerca de la actual Garrison en 1852. La fiebre del oro en la región comenzó en serio a partir de 1862. Una serie de importantes descubrimientos minerales en la parte occidental del estado encontraron oro, plata, cobre, plomo y carbón (y más tarde petróleo) que atrajeron a decenas de miles de mineros al área. La más rica de todas las excavaciones de placeres de oro se descubrió en Alder Gulch, donde se estableció la ciudad de Virginia City. Otros ricos depósitos de placer se encontraron en Last Chance Gulch, donde ahora se encuentra la ciudad de Helena, Confederate Gulch, Silver Bow, Emigrant Gulch y Cooke City. La producción de oro entre 1862 y 1876 alcanzó los 144 millones de dólares, después de lo cual la plata se volvió aún más importante. Las operaciones mineras más grandes estaban en Butte, con importantes depósitos de plata y depósitos de cobre expansivos.

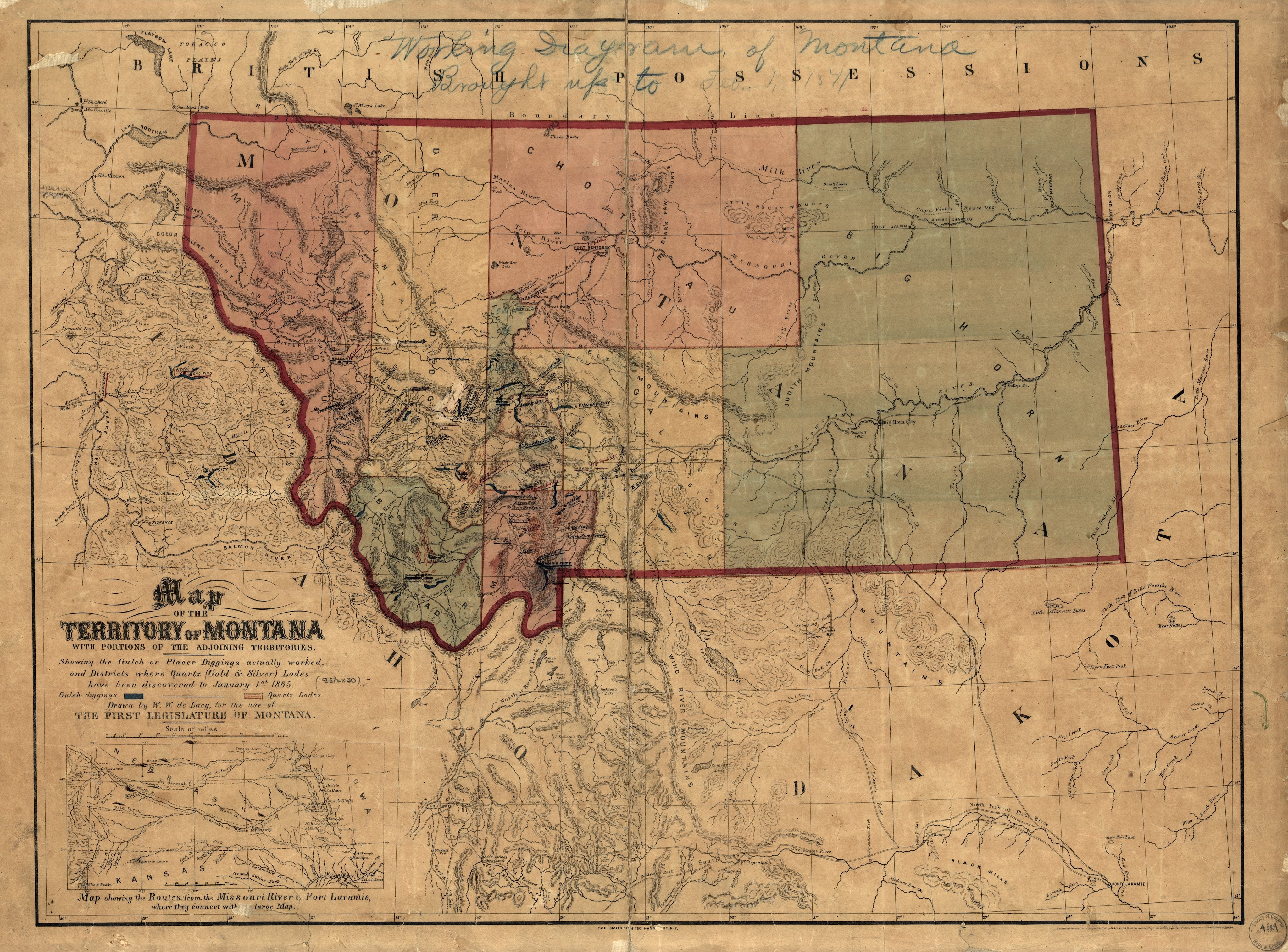
Territorio de Montana en 1865

Antes de la creación del Territorio de Montana (1864-1889), las áreas dentro de la actual Montana eran parte de los territorios de Oregón (1848-1859), Washington (1853-1863), Idaho (1863-1864) y Dakota (1861-1864). El de Montana se convirtió en uno de los territorios de los Estados Unidos el 26 de mayo de 1864. Su primera capital se ubicó en Bannack. Sidney Edgerton fue su primer gobernador. La capital se trasladó a Virginia City en 1865 y a Helena en 1875. En 1870, la población no india del territorio de Montana era de 20.595. La Sociedad Histórica de Montana, fundada el 2 de febrero de 1865 en la ciudad de Virginia, es la institución de este tipo más antigua al oeste del Misisipi (excluyendo Luisiana). En 1869 y 1870, respectivamente, las expediciones Cook-Folsom-Peterson y Washburn-Langford-Doane se lanzaron desde Helena a la región de Upper Yellowstone. Los extraordinarios descubrimientos e informes de estas expediciones llevaron a la creación del parque nacional Yellowstone en 1872.
A medida que los colonos comenzaron a poblar Montana desde la década de 1850 hasta la de 1870, se produjeron disputas con los nativos americanos, principalmente sobre la propiedad y el control de la tierra. En 1855, el gobernador territorial de Washington, Isaac Stevens, negoció el tratado Hellgate entre el gobierno de los Estados Unidos y el pueblo Salish, Pend d'Oreille y Kootenai del oeste de Montana, que estableció límites para las naciones tribales. El tratado fue ratificado en 1859. Si bien el tratado estableció lo que más tarde se convirtió en la Reserva India Flathead, los problemas con los intérpretes y la confusión sobre los términos del tratado llevaron a los blancos a creer que el valle de Bitterroot estaba abierto a la colonización, pero las naciones tribales disputaron esas disposiciones. Los Salish permanecieron en Bitterroot Valley hasta 1891.
El primer puesto del ejército estadounidense establecido en Montana fue Camp Cooke en 1866, en el río Misuri, para proteger el tráfico de barcos de vapor a Fort Benton. Se establecieron más de una docena de puestos militares adicionales en el estado. La presión sobre la propiedad y el control de la tierra aumentó debido a los descubrimientos de oro en varias partes de Montana y los estados circundantes. Las principales batallas ocurrieron en Montana durante la Guerra de Nube Roja, la Gran Guerra Sioux de 1876 y la Guerra de Nez Perce y en conflictos con Piegan Blackfeet. Los más notables fueron la Masacre de Marías (1870), la Batalla del Pequeño Bighorn (1876), la Batalla del Gran Agujero (1877) y la Batalla de Bear Paw (1877). El último conflicto registrado en Montana entre el ejército de Estados Unidos y los nativos americanos ocurrió en 1887 durante la batalla de Crow Agency en Big Horn. A los sobrevivientes indios que habían firmado tratados generalmente se les exigía que se mudaran a las reservas.

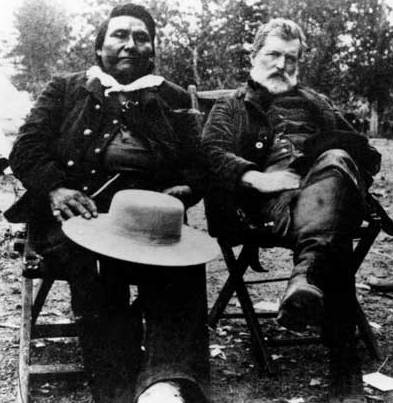
El jefe Joseph y el coronel. John Gibbon se reunió de nuevo en el sitio de Big Hole Battlefield en 1889.

Simultáneamente con estos conflictos, el bisonte, una especie clave y la principal fuente de proteína de la que los nativos habían sobrevivido durante muchos siglos, estaban siendo destruidos. Los expertos estiman que alrededor de 13 millones de bisontes vagaban por Montana en 1870. En 1875, el general Philip Sheridan pidió a una sesión conjunta del Congreso que autorizara la matanza de manadas de bisontes para privar a los indios de su fuente de alimento. En 1884, la caza comercial había llevado al bisonte al borde de la extinción; sólo quedaban unos 325 bisontes en todo Estados Unidos.

La cría de ganado ha sido fundamental para la historia y la economía de Montana desde que Johnny Grant comenzó a invernar ganado en Deer Lodge Valley en la década de 1850 y comerciaba ganado engordado en los fértiles valles de Montana con emigrantes en Oregon Trail. Nelson Story trajo el primer ganado Texas Longhorn al territorio en 1866. Granville Stuart, Samuel Hauser y Andrew J. Davis comenzaron una importante operación de ganado de campo abierto en el condado de Fergus en 1879. El sitio histórico nacional Grant-Kohrs Ranch en Deer Lodge se mantiene hoy como un vínculo con el estilo de ganadería de finales del siglo XIX. Operado por el Servicio de Parques Nacionales, es un 8 km² rancho de trabajo.

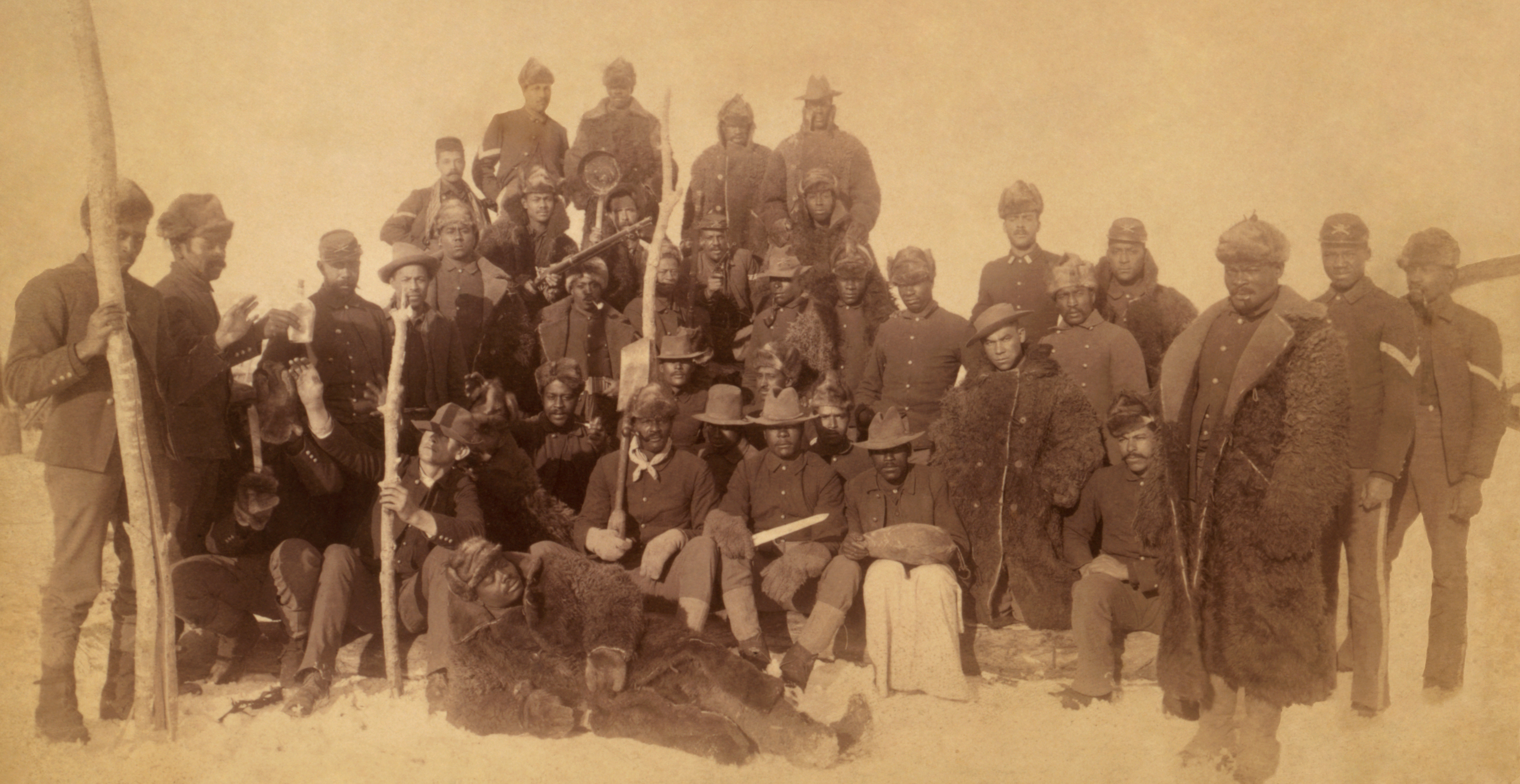
Soldados de Buffalo, Ft. Keogh, Montana, 1890. El apodo fue dado a la "Caballería Negra" por las tribus nativas americanas con las que lucharon.

Las vías del Northern Pacific Railroad (NPR) llegaron a Montana desde el oeste en 1881 y desde el este en 1882. Sin embargo, el ferrocarril jugó un papel importante en provocar tensiones con las tribus nativas americanas en la década de 1870. Jay Cooke, el presidente de NPR, lanzó importantes estudios en el valle de Yellowstone en 1871, 1872 y 1873, que fueron desafiados enérgicamente por los sioux bajo el mando del jefe Toro Sentado. Estos enfrentamientos, en parte, contribuyeron al Pánico de 1873, una crisis financiera que retrasó la construcción del ferrocarril en Montana. Las encuestas de 1874, 1875 y 1876 ayudaron a desencadenar la Gran Guerra Sioux de 1876. La NPR transcontinental se completó el 8 de septiembre de 1883 en Gold Creek.
En 1881, Utah and Northern Railway, un ramal de Union Pacific, completó una línea de vía estrecha desde el norte de Utah hasta Butte. Varias líneas derivadas más pequeñas operaron en Montana desde 1881 hasta el siglo XX, incluida la Oregon Short Line, Montana Railroad y Milwaukee Road.
Las vías del Great Northern Railroad (GNR) llegaron al este de Montana en 1887 y cuando llegaron a las Montañas Rocosas del norte en 1890, GNR se convirtió en un importante promotor del turismo en la región del parque nacional Glacier. El GNR transcontinental se completó el 6 de enero de 1893 en Scenic, Washington y se conoce como Hi Line, siendo la línea ferroviaria transcontinental más al norte de los Estados Unidos.
Bajo el gobernador territorial Thomas Meagher, los habitantes de Montana celebraron una convención constitucional en 1866 en un intento fallido por la estadidad. Una segunda convención constitucional celebrada en Helena en 1884 produjo una constitución ratificada 3: 1 por los ciudadanos de Montana en noviembre de 1884. Por razones políticas, el Congreso no aprobó la condición de estado de Montana hasta febrero de 1889 y el presidente Grover Cleveland firmó un proyecto de ley general que otorgaba la condición de estado a Montana, Dakota del Norte, Dakota del Sur y Washington una vez que se redactaron las constituciones estatales correspondientes. En julio de 1889, los habitantes de Montana convocaron su tercera convención constitucional y elaboraron una constitución aceptada por el pueblo y el gobierno federal. El 8 de noviembre de 1889, el presidente Benjamin Harrison proclamó a Montana como el estado número 41 de la unión. El primer gobernador del estado fue Joseph K. Toole. En la década de 1880, Helena (la capital del estado) tenía más millonarios per cápita que cualquier otra ciudad de Estados Unidos.
La Ley de Homestead de 1862 proporcionó tierras gratuitas a los colonos que pudieran reclamar y "probar" 1 km² de tierras federales en el medio oeste y oeste de los Estados Unidos. Montana no vio una gran afluencia de inmigrantes a partir de esta ley porque 160 acres generalmente eran insuficientes para mantener a una familia en el territorio árido. La primera reclamación de propiedad familiar bajo la ley en Montana fue hecha por David Carpenter cerca de Helena en 1868. El primer reclamo de una mujer fue hecho cerca de Warm Springs Creek por Gwenllian Evans, la hija del pionero de Deer Lodge Montana, Morgan Evans. En 1880, las granjas estaban en los valles más verdes del centro y oeste de Montana, pero pocas en las llanuras orientales.
La Ley de Tierras Desérticas de 1877 se aprobó para permitir el asentamiento de tierras áridas en el oeste y se asignaron 3 km² a los colonos por una tarifa de $.25 por acre y la promesa de regar la tierra. Después de tres años, se pagaría una tarifa de un dólar por acre y el colono sería dueño de la tierra. Esta ley atrajo principalmente a ganaderos de ganado y ovejas a Montana, muchos de los cuales pastorearon sus rebaños en la pradera de Montana durante tres años, hicieron poco por irrigar la tierra y luego la abandonaron sin pagar las tarifas finales. Algunos agricultores llegaron con la llegada de los ferrocarriles del Gran Norte y Pacífico Norte durante las décadas de 1880 y 1890, aunque en cantidades relativamente pequeñas.

### SigloXX

Familia menonita en Montana, c. 1937

A principios de la década de 1900, James J. Hill, del Great Northern, comenzó a promover el asentamiento en la pradera de Montana para llenar sus trenes con colonos y mercancías. Otros ferrocarriles siguieron su ejemplo. En 1902, se aprobó la Ley de Reclamación, que permite la construcción de proyectos de riego en los valles fluviales del este de Montana. En 1909, el Congreso aprobó la Ley de Vivienda Ampliada que amplió la cantidad de tierra libre de 0,6 a 1,3 km² por familia y en 1912 redujo el tiempo para "acreditar" un reclamo a tres años. En 1916, la Ley de fincas ganaderas permitía predios de 640 acres en áreas no aptas para riego. Esta combinación de publicidad y cambios en la Homestead Act atrajo a decenas de miles de colonos, atraídos por la tierra libre, y la Primera Guerra Mundial trajo precios del trigo particularmente altos. Además, Montana estaba atravesando un período temporal de precipitación superior al promedio. colonos que llegaban en este período eran conocidos como "Honyockers" o "scissorbills". Aunque la palabra "honyocker", posiblemente derivada del insulto étnico "hunyak", se aplicó de manera burlona a los colonos como "novatos", "nuevos en su negocio" o "no preparados", mayoría de estos nuevos colonos tenían experiencia agrícola, aunque muchos no la tenían.
Sin embargo, los agricultores se enfrentaron a una serie de problemas. La deuda masiva fue una. Además, la mayoría de los colonos procedían de regiones más húmedas y no estaban preparados para el clima seco, la falta de árboles y los escasos recursos hídricos. Además, las pequeñas granjas de menos de 129 ha no eran aptas para el medio ambiente. Las condiciones climáticas y agrícolas son mucho más duras y secas al oeste del meridiano 100. Luego, las sequías de 1917-1921 resultaron devastadoras. Mucha gente se fue y la mitad de los bancos del estado quebraron como resultado de proporcionar hipotecas que no se pudieron reembolsar. Como resultado, el tamaño de las explotaciones aumentó mientras que el número de explotaciones disminuyó.
Para 1910, los colonos presentaron reclamaciones sobre más de cinco millones de acres, y para 1923, más de 93 se cultivaron millones de acres. En 1910, la oficina de tierras de Great Falls por sí sola tenía más de mil registros de viviendas por mes, y en el pico de 1917-1918 tenía 14.000 nuevas viviendas cada año. Se produjeron descensos significativos tras la sequía de 1919.
Cuando estalló la Primera Guerra Mundial, Jeannette Rankin, la primera mujer en los Estados Unidos en ser miembro del Congreso, votó en contra de la declaración de guerra de los Estados Unidos. Sus acciones fueron ampliamente criticadas en Montana, donde el apoyo a la guerra y el patriotismo fue fuerte. En 1917-18, debido a un error de cálculo de la población de Montana, alrededor de 40 000 habitantes de Montana, el 10% de la población del estado, ofrecieron como voluntarios o fueron reclutados en las fuerzas armadas. Esto representó una contribución de mano de obra a la guerra que fue un 25% más alta que la de cualquier otro estado en términos per cápita. Alrededor de 1500 habitantes de Montana murieron como resultado de la guerra y 2437 resultaron heridos, también más alto que cualquier otro estado en términos per cápita. La estación Remount de Montana en Miles City proporcionó 10 000 caballos de caballería para la guerra, más que cualquier otro puesto del ejército en el país. La guerra creó un auge para los intereses de la minería, la madera y la agricultura de Montana, a medida que aumentaba la demanda de materiales de guerra y alimentos.
En junio de 1917, el Congreso de los Estados Unidos aprobó la Ley de Espionaje de 1917, que fue ampliada por la Ley de Sedición de 1918. En febrero de 1918, la legislatura de Montana aprobó la Ley de Sedición de Montana, que fue un modelo para la versión federal. En combinación, estas leyes tipificaron como delito la crítica del gobierno, el ejército o los símbolos de Estados Unidos a través del habla u otros medios. La Ley de Montana condujo al arresto de más de 200 personas y a la condena de 78, en su mayoría de ascendencia alemana o austriaca. Más de 40 pasaron tiempo en prisión. En mayo de 2006, el entonces gobernador Brian Schweitzer emitió póstumamente indultos completos para todos los condenados por violar la Ley de Sedición de Montana.
Los habitantes de Montana que se opusieron a la entrada de Estados Unidos en la guerra incluían grupos de inmigrantes de ascendencia alemana e irlandesa, así como personas anabautistas pacifistas como los hutteritas y menonitas, muchos de los cuales también eran de ascendencia germánica. A su vez, se formaron grupos a favor de la guerra, como el Consejo de Defensa de Montana, creado por el gobernador Samuel V. Stewart y los "comités de lealtad" locales.
El sentimiento de guerra se complicó por cuestiones laborales. La Anaconda Copper Company, que estaba en su pico histórico de producción de cobre, era una fuerza extremadamente poderosa en Montana, pero también enfrentó críticas y oposición de los periódicos y sindicatos socialistas que luchaban por obtener ganancias para sus miembros. En Butte, una comunidad multiétnica con una importante población inmigrante europea, los sindicatos, en particular el recientemente formado Metal Mine Workers 'Union, se opusieron a la guerra alegando que en su mayoría se beneficiaba de grandes intereses madereros y mineros. A raíz del aumento de la producción minera y el desastre de Speculator Mine en junio de 1917, El organizador de Industrial Workers of the World Frank Little llegó a Butte para organizar a los mineros. Dio algunos discursos con una retórica incendiaria contra la guerra. El 1 de agosto de 1917, los vigilantes enmascarados lo sacaron a rastras de su pensión y lo colgaron de un caballete de ferrocarril, lo que se consideró un linchamiento. El asesinato de Little y las huelgas que siguieron resultaron en el envío de la Guardia Nacional a Butte para reprimir a los rebeldes. En general, se exacerbaron los sentimientos antialemanes y en contra de los sindicatos y se creó un movimiento que condujo a la aprobación de la Ley de Sedición de Montana en febrero siguiente. Además, el Consejo de Defensa se convirtió en una agencia estatal con el poder de enjuiciar y sancionar a las personas consideradas en violación de la ley. El consejo también aprobó reglas que limitan las reuniones públicas y prohíben hablar alemán en público.
A raíz de la acción legislativa de 1918, las emociones aumentaron. El fiscal federal Burton K. Wheeler y varios jueces de tribunales de distrito que dudaron en enjuiciar o condenar a las personas acusadas de cargos fueron fuertemente criticados. Wheeler fue llevado ante el Consejo de Defensa, aunque evitó los procedimientos formales, y un juez de la corte de distrito de Forsyth fue acusado. Se produjeron quemaduras de libros en alemán y varios casi ahorcamientos. La prohibición de hablar alemán se mantuvo en vigor hasta principios de la década de 1920. Para complicar las luchas durante la guerra, la pandemia de gripe de 1918 se cobró la vida de más de 5000 habitantes de Montana. La supresión de las libertades civiles que se produjo llevó a algunos historiadores a llamar a este período "Agonía de Montana".
Una depresión económica comenzó en Montana después de la Primera Guerra Mundial y duró durante la Gran Depresión hasta el comienzo de la Segunda Guerra Mundial. Esto causó grandes dificultades a los agricultores, ganaderos y mineros. Las granjas de trigo en el este de Montana hacen del estado un importante productor; el trigo tiene un contenido de proteínas relativamente alto, por lo que tiene precios superiores.
Cuando Estados Unidos entró en la Segunda Guerra Mundial el 8 de diciembre de 1941, muchos habitantes de Montana se habían alistado en el ejército para escapar de la pobre economía nacional de la década anterior. Otros 40 000 habitantes de Montana entraron en las fuerzas armadas en el primer año después de la declaración de guerra, y más de 57 000 se unieron antes de que terminara la guerra. Estos números constituían alrededor del diez por ciento de la población del estado, y Montana nuevamente contribuyó con uno de los números más altos de soldados per cápita de cualquier estado. Muchos nativos americanos estuvieron entre los que sirvieron, incluidos los soldados de la nación Crow que se convirtieron en Code Talkers. Al menos 1.500 habitantes de Montana murieron en la guerra. Montana también fue el campo de entrenamiento de la Primera Fuerza de Servicio Especial o "Brigada del Diablo", una fuerza conjunta de estilo comando canadiense-estadounidense que se entrenó en Fort William Henry Harrison para obtener experiencia en condiciones montañosas e invernales antes del despliegue. Se construyeron bases aéreas en Great Falls, Lewistown, Cut Bank y Glasgow, algunas de las cuales se utilizaron como áreas de preparación para preparar aviones que se enviarían a las fuerzas aliadas en la Unión Soviética. Durante la guerra, se documentó que alrededor de 30 bombas de globo Fu-Go japonesas habían aterrizado en Montana, aunque no se les atribuyeron víctimas ni grandes incendios forestales.
En 1940, Jeannette Rankin fue elegida nuevamente al Congreso. En 1941, al igual que en 1917, votó en contra de la declaración de guerra de Estados Unidos tras el ataque japonés a Pearl Harbor. El suyo fue el único voto en contra de la guerra y, a raíz de la protesta pública por su voto, Rankin requirió protección policial por un tiempo. Otros pacifistas tendían a ser los de "iglesias de paz" que generalmente se oponían a la guerra. Muchas personas que reclamaron la condición de objetor de conciencia de todo Estados Unidos fueron enviadas a Montana durante la guerra como paracaidistas y para otras tareas de extinción de incendios forestales.
En 1942, el Ejército de Estados Unidos estableció el Campamento Rimini cerca de Helena con el propósito de entrenar perros de trineo en el clima invernal.

### Guerra Fría
En la era de la Guerra Fría posterior a la Segunda Guerra Mundial, Montana se convirtió en sede del Servicio de Transporte Aéreo Militar de la Fuerza Aérea (1947) para el entrenamiento de transporte aéreo en Douglas C-54 Skymaster y, finalmente, en 1953, las fuerzas aéreas y de misiles del Comando Aéreo Estratégico se basaron en Base de la Fuerza Aérea Malmstrom en Great Falls. La base también albergó el 29 ° Escuadrón Interceptor de Cazas, Comando de Defensa Aérea de 1953 a 1968. En diciembre de 1959, Malmstrom AFB fue seleccionado para albergar el nuevo misil balístico intercontinental Minuteman I. Los primeros misiles operativos estaban en su lugar y listos a principios de 1962. A finales de 1962, los misiles asignados a la 341a Ala de Misiles Estratégicos jugaron un papel importante en la Crisis de los Misiles de Cuba. Cuando los soviéticos retiraron sus misiles de Cuba, el presidente John F. Kennedy dijo que los soviéticos se habían echado atrás porque sabían que tenía un "as en la manga", refiriéndose directamente a los misiles Minuteman de Montana.
Montana finalmente se convirtió en el estado que albergaría el campo de misiles balísticos intercontinentales más grande de los Estados Unidos, con una extensión de 60 865 km².

## Geografía
Con una superficie de 380.850 km², es ligeramente más grande que Japón. Es el cuarto estado más grande en los Estados Unidos (después de Alaska, Texas y California). En el norte, tiene frontera internacional con Canadá —877 km de frontera, la frontera más larga del mundo sin defensa— limitando con las provincias canadienses de Columbia Británica, Alberta y Saskatchewan, más provincias que ningún otro estado estadounidense. Además, limita con los estados de Dakota del Norte y Dakota del Sur, al este; con Wyoming, al sur; y con Idaho, al oeste y suroeste.

### Relieve
El relieve del estado es diverso, pero muy definido por la divisoria continental de las Américas, que recorre el estado en una dirección diagonal atravesándolo del noroeste al centro-sur, y dividiéndolo en dos zonas diferenciadas: las regiones del este, y las regiones del oeste. Es bien conocida por su montañosa parte oeste, la mayoría de la cual forma parte, geológica y geográficamente, de las Montañas Rocosas. Sin embargo, alrededor del 60 % del estado es realmente pradera, parte de la zona norte de las Grandes Llanuras. A pesar de ello, incluso al este de la divisoria continental y del Frente de las montañas Rocosas, hay numerosas zonas con microclima donde abundan las praderas.

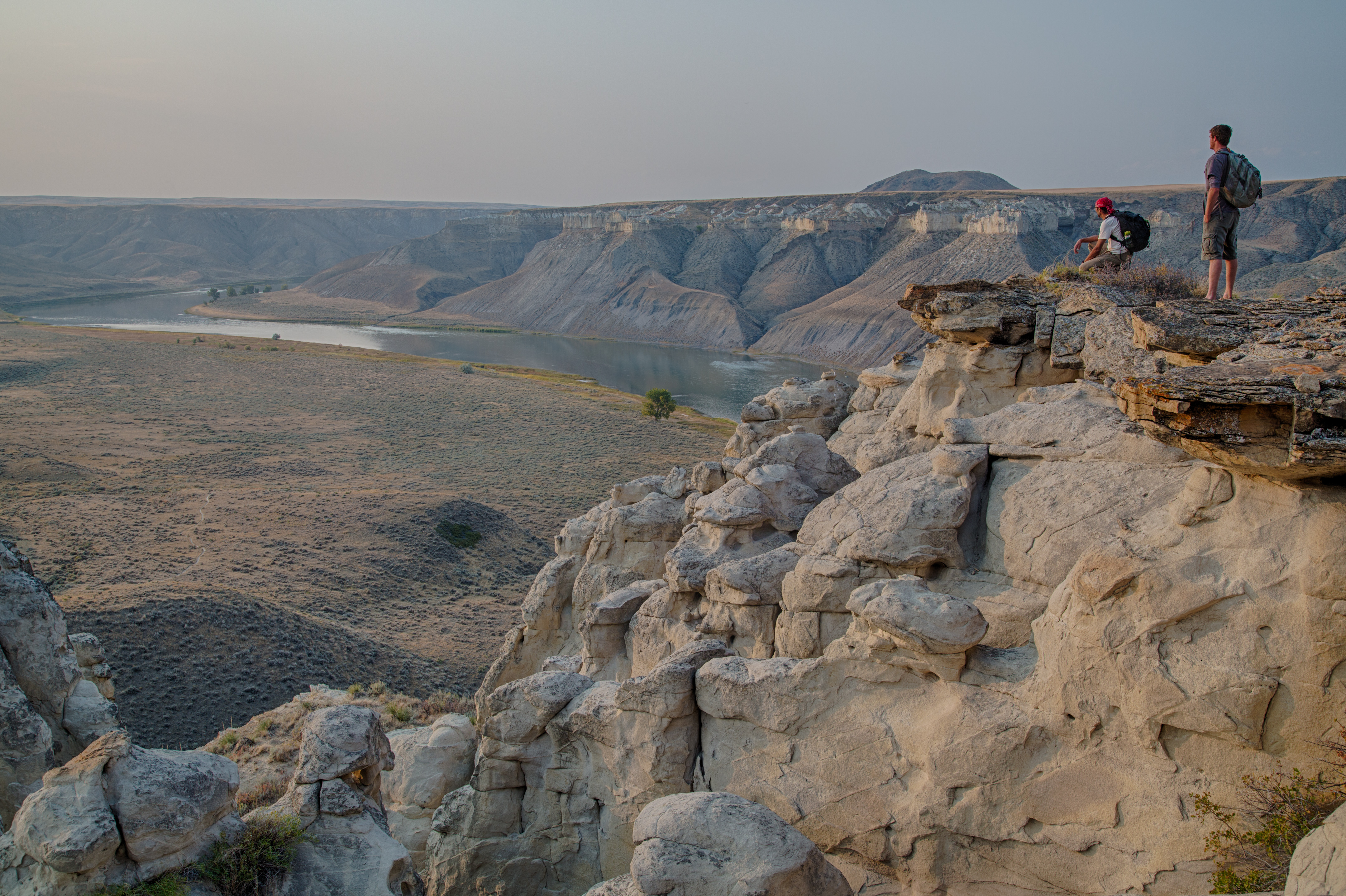
Región de Missouri Breaks en Montana central.

La cordillera Bitterroot divide Montana, desde Idaho hasta el tercio oeste. Las montañas entre Bitterroot y la cumbre de la divisoria continental son las montañas Gabinete (Cabinet Mountains), las montañas Misiones (The Missions Mountains), las montañas Granate (Garnet Mountains), las montañas Zafiro (Sapphire Mountains), las montañas del arroyo Pedregoso (Flint Creek Mountains) y la cordillera Pintlar (Pintlar Range).
La sección norte de la divisoria continental, donde las montañas dan paso rápido a las praderas, es conocida popularmente como el Frente de las montañas Rocosas (Rocky Mountain Front), pero se nombra mayoritariamente como la cordillera Lewis (Lewis Range), localizada en el parque nacional de los Glaciares. Debido a la configuración de cordilleras en este parque, la división del norte (que comienza en la península de Seward, Alaska) cruza esta región y gira al este en el pico Triple División. Así, los ríos de Waterton, Belly y Saint Mary fluyen en dirección norte, hacia Alberta (Canadá), desembocando en el río Saskatchewan y, finalmente, desaguando en la bahía de Hudson.

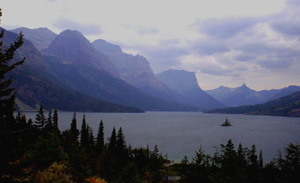
El lago de St. Mary's en el parque nacional de los Glaciares.

Al este de la divisoria, varias montañas marchan a través de la mitad meridional del estado, incluidas las montañas Ásperas (Gravelly Range), montañas Raíces del Tabaco (Tobacco Root Mountains), la cordillera Madison (Madison Range), la cordillera Gallatin (Gallatin Range), las montañas Gran Cinturón (Big Belt Mountains), las montañas Bridger (Bridger Mountains), la cordillera Absaroka (Absaroka Range) y las montañas Beartooth (Beartooth Mountains). La meseta de Beartooth es la masa de tierra más grande por encima de los 3000 m de los 48 estados, y contiene el punto más alto de este estado, el pico Granito (Granite Peak), con 3.901 m de altitud.
Entre las cordilleras hay numerosos valles, ricos en recursos agrícolas y ríos, y poseen múltiples oportunidades para el turismo y el ocio. Entre las zonas más conocidas se encuentran los valles de Flathead, Bitterroot, Gran Hoyo y el valle de Gallatin.

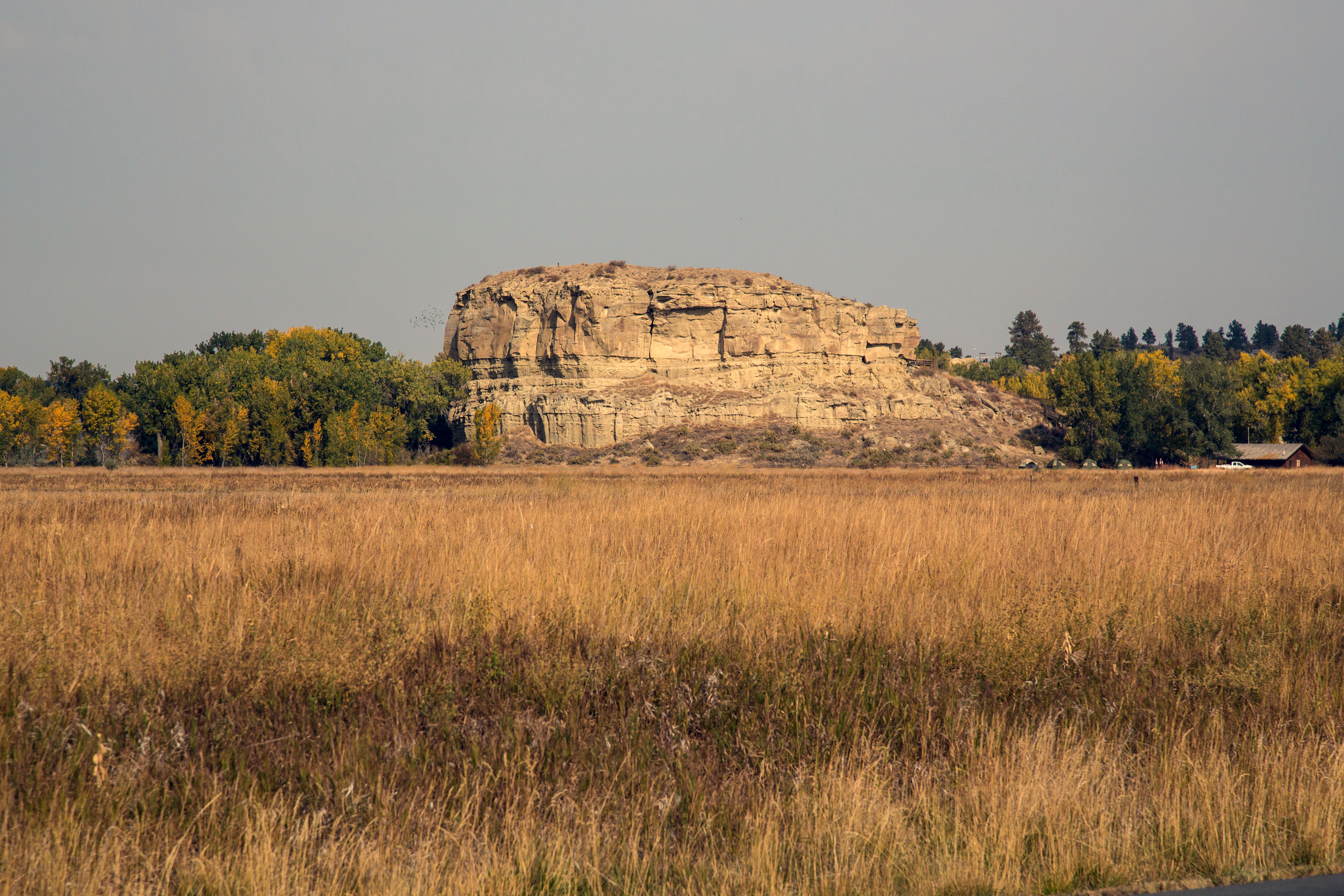
Monumento Nacional el Pilar de Pompeys.

El este y el norte de esta zona de transición es conocida normalmente como llanuras septentrionales, con praderas y mesetas, con alguna montaña y con tierras baldías, y se extiende por las Dakotas, Alberta, Saskatchewan y Wyoming. Las pequeñas y escasas montañas que se organizan al este de la divisoria continental son: las montañas Locas (Crazy Mountains), las montañas del Pequeño Cinturón (Little Belt Mountains), las montañas Nevadas (Snowy Mountains), las colinas del Dulce Césped (Sweet Grass Hills), las montañas del Toro (Bull Mountains) y, en la esquina sudeste del estado, cerca de Ekalaka, los Pinos Largos y los Pinos Cortos.
El área este de esta zona, en la zona centro norte del estado, es conocida como Missouri breaks. Aquí, cerca de Great Falls se pueden encontrar tres buttes (en español, «cuello volcánico», montaña o colina pequeña con paredes verticales), además de impresionantes precipicios. Estos tres, butte Cuadrado, butte Corona y butte de Shaw, están constituidos por roca magmática, muy densa, y han resistido la erosión durante muchísimo tiempo. La superficie fundamental está compuesta por pizarra. Muchas zonas alrededor de estos buttes están cubiertas por arcillas. Estas tierras son derivadas de la Formación de Colorado. En el este lejano, áreas como el parque estatal de Makoshika, cerca de Glendive, y el parque estatal de las Rocas Medicinales, cerca de Ekalaka, son también destacadas tierras baldías en Montana.

### Hidrografía
Posee también muchos ríos, muchos de ellos conocidos como la "cinta azul", que son idóneos para la pesca de trucha, pero también abastecen de agua a la mayoría de los residentes, así como de energía hidráulica. Es el único estado que tiene ríos que desembocan en las tres grandes vertientes estadounidenses: el océano Pacífico, el golfo de México y la bahía de Hudson, que están divididas por el Pico Triple División, en el parque nacional de los Glaciares.
Al este de la división, el río Misuri, formado por la confluencia de los ríos Jefferson, Madison y Gallatin, cruza la parte central del estado, fluye a través de Missouri breaks y entra en Dakota del Norte. El río Yellowstone nace en el parque nacional de Yellowstone, Wyoming, fluye hacia el norte hasta Livingston en Montana, donde gira al este y recorre el estado hasta desembocar en el río Misuri, pocos kilómetros al este de la frontera con Dakota del Norte. Otros importantes afluentes del río Misuri que fluyen por el estado son el río Milk (Leche), el río Marías, el río Tongue (Lengua) y el río Musselshell. Montana también reclama el título de tener el «río más pequeño del mundo», el río Roe, a las afueras de Great Falls. Todos estos ríos llegan al final al río Misisipi, y por tanto, al golfo de México.
El agua tiene una importancia vital para este estado, tanto para la agricultura como para la energía hidráulica. Además de los ríos, en este estado se encuentra el lago Flathead, el lago de agua dulce natural más grande al oeste de los Grandes Lagos. Se han construido multitud de embalses, siendo el más grande el Fort Peck, levantado en el río Misuri.

## Demografía

Pirámide de población de Montana.

En 2005 tenía una población estimada de 935.670, lo que supone un incremento de 8.750 habitantes, o un 0,9% con respecto al año anterior, y una llegada de 33.475 habitantes y un 3,7% desde 2000. Esto incluye un incremento natural desde el último censo de 13.674 (58.001 nacimientos menos 44.327 muertes) y otro debido a la inmigración de 21.074 personas a este estado. La inmigración desde fuera de Estados Unidos ha implicado una llegada de 2.141 habitantes, y la inmigración desde el mismo país hasta este estado es de 18.933 personas. 16.500 de los habitantes del estado han nacido en el extranjero, representando un 1,8% de la población total.
Según el Censo de Estados Unidos del 2000, el 1,52% de la población por encima de los 5 años habla español en su hogar, mientras que un 1,11% habla alemán
Estadísticas (en inglés).
El centro de población se encuentra en el condado de Meagher, en la localidad de White Sulphur Springs
Página del centro (en inglés).
La ascendencia alemana es la más numerosa entre los grupos euroamericanos, mientras que los estadounidenses de ascendencia escandinava predominan en las zonas rurales del estado, sobre todo en las praderas del norte y el este. También hay varios condados donde predominan los amerindios, mayoritariamente alrededor de cada una de las siete reservas indias. Históricamente, la minería orientó a las comunidades del oeste de Montana como Butte a tener una mayor gama de grupos étnicos, particularmente gente de Europa Oriental e irlandeses estadounidenses, así como gente que emigró de regiones mineras inglesas, como Cornualles. 
Es el segundo estado de los Estados Unidos (solo superado por Dakota del Sur) Hutterite, con varias colonias repartidas por todo el territorio. La población hispana de Montana se sitúa sobre todo alrededor de la zona de Billings, y en el condado Beaverhead County, en la zona centro-sur y suroeste del estado, y la mayor densidad de afroamericanos se localiza en Great Falls.
| Gráfica de evolución demográfica de Montana entre 1870 y |
|                                                          |

### Raza y etnia
| composición racial                              | 1990  | 2000  | 2010  | 2020  |
| ----------------------------------------------- | ----- | ----- | ----- | ----- |
| Blancos                                         | 92.7% | 90.6% | 89.4% | 88.9% |
| Nativos                                         | 6.0%  | 6.2%  | 6.3%  | 6.7%  |
| Asiáticos                                       | 0.5%  | 0.5%  | 0.6%  | 0.9%  |
| Negros                                          | 0.3%  | 0.3%  | 0.4%  | 0.6%  |
| Nativos de Hawaiia y otros isleños del Pacífico | –     | 0.1%  | 0.1%  | 0.1%  |
| Otro                                            | 0.5%  | 0.6%  | 0.6%  | –     |
| Multiracial                                     | –     | 1.7%  | 2.5%  | 2.8%  |

### Religión
Las creencias religiosas de la gente de Montana son:
- Cristianos – 65%
  - Protestantes – 47%
    - Otros religiones – 5%

  - Catolicismo – 17%
  - Cristianos ortodoxos – 1%
- Sin religión – 30%

## Economía
The Bureau of Economic Analysis calcula que el PIB era de 26 000 millones de dólares en 2003. La renta per cápita en este mismo año fue de 25.406 $, 47.º en los Estados Unidos. Sin embargo, este número está creciendo cada vez más velozmente. Según el Missoulian, la economía ha crecido rápidamente desde 2003; en 2005, se situaba 39.º del país con una renta per cápita de 29.387 $.
La economía está basada principalmente en la agricultura—trigo, cebada, remolacha, avena, centeno, patatas, miel y cerezas— ganadería ovina y muy significativa extracción de madera y mineral (oro, carbón, plata, talco y vermiculita). El turismo es también muy importante para la economía con millones de visitantes al año al parque nacional de los Glaciares, al lago Flathead, al lugar de la batalla de Little Big Horn y al parque nacional de Yellowstone.
Sus tasas del impuesto sobre la renta van desde el 1% hasta el 6,9%. Este estado no tiene tasas sobre las ventas. En Montana, los edificios están exentos de impuestos sobre la propiedad inmobiliaria. Sin embargo, estos impuestos se aplican en el ganado, en la maquinaria de granja, en el equipo pesado, en los automóviles, en los camiones, y en el equipamiento del negocio. El impuesto sobre la propiedad inmobiliaria no está determinado únicamente por el valor de propiedad.

## Ley y gobierno
El actual gobernador es Greg Gianforte (republicano), que inició a gobernar el 4 de enero de 2021. Sus representantes al Senado son Steve Daines (republicano) y Jon Tester (demócrata). Su representante al Congreso es Greg Gianforte (republicano).
El estado fue el primero en elegir a una mujer como miembro del Congreso de los Estados Unidos (Jeannette Rankin) y fue uno de los primeros en conceder a la mujer el derecho a voto. A pesar de su numerosa población amerindia, Montana es uno de los estados más homogéneos — alrededor del 90% de los residentes es de ascendencia europea, con un gran número de inmigrantes de Alemania, Escandinavia, Irlanda, Gales, Cornualles, Italia y Eslovaquia durante los siglos XIX y XX. También existe un significante número de inmigrantes chinos (especialmente en las ciudades de Helena, Butte y Anaconda) e hispanos.

### Política

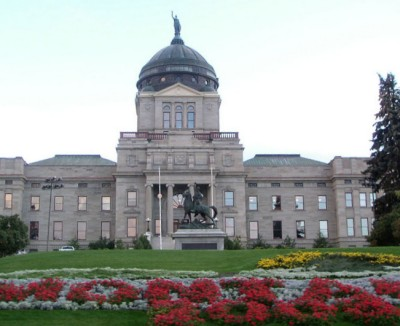
Capitolio de Montana en Helena.

Ha sido un estado mixto, con tradición de mandar «conservadores a Helena (la capital del estado) y liberales a Washington». Sin embargo, ha habido largos periodos de tiempo con gran dominación de tan solo un partido. Durante los años 1970, el estado estaba dominado por el Partido Demócrata, con gobernadores demócratas durante 20 años y una mayoría demócrata en su delegación del congreso nacional y el poder legislativo del estado. Esta pauta cambió, comenzando las elecciones de 1988, cuando escogió a un gobernador republicano y mandó a otro de este mismo partido al senado estadounidense por primera vez desde la década de los 40. Este cambio siguió estando presente hasta 1994, cuando el Partido Republicano tomó el control de ambas cámaras de su legislatura estatal, consolidando su dominio hasta 2004. El último demócrata que el estado apoyó para presidente fue en 1992, en la primera elección de Bill Clinton.
En los últimos años, ha sido clasificado como un estado republicano, y ha apoyado a George W. Bush con un amplio margen tanto en 2000 como en 2004. Sin embargo, desde el 2000, el estado está sufriendo un cambio hacia una centralización, la cual se hizo efectiva en 2004, cuando eligió a un gobernador demócrata (Brian Schweitzer). En las elecciones de 2006, el candidato demócrata Jon Tester batió (por tan solo 3000 votos) al por entonces senador republicano Conrad Burns, uno de los varios puntos cruciales para que el Partido Demócrata lograra la mayoría en el senado de los Estados Unidos. Su único congresista, el republicano Denny Rehberg, ganó fácilmente su reelección. El senado del estado es (en 2007) controlado por los demócratas y la cámara de representantes estatal, por los republicanos.
El 17 de abril de 2007 se convirtió en el primer estado en aprobar la legislación contra el acta del gobierno federal Real ID Act. El gobernador Schweitzer firmó una cuenta que prohíbe la División del Automóvil de Montana de imponer las nuevas regulaciones.
Es un estado con control de las bebidas alcohólicas.[cita requerida]

## Geografía humana

### Ciudades y localidades importantes
En el censo de 2000, no tenía ninguna ciudad que superase los 100 000 habitantes y tan solo tres superaban los 50 000 habitantes, Billings, Missoula y Great Falls. Según cálculos de la Oficina del Censo de Estados Unidos, el 1 de julio de 2007, Billings ya había superado los 100.000 habitantes (101.876 hab.) y ocupaba el lugar 254 entre las ciudades más pobladas de los EE. UU.
Las principales ciudades se recogen en el cuadro adjunto. Además, otras localidades importantes son las siguientes:
| - Anaconda - Belgrade - Columbia Falls - Cut Bank - Deer Lodge - Dillon - Glasgow - Glendive - Hamilton | - Hardin - Laurel - Lewistown - Livingston - Polson - Shelby - Sidney - Whitefish |

## Condados
El estado tiene 56 condados:
| Posición | Condado                    | Población | Posición | Condado                  | Población |
| -------- | -------------------------- | --------- | -------- | ------------------------ | --------- |
| 1        | Condado de Yellowstone     | 136.691   | 29       | Condado de Powell        | 6.999     |
| 2        | Condado de Missoula        | 100.086   | 30       | Condado de Blaine        | 6.629     |
| 3        | Condado de Flathead        | 83.172    | 31       | Condado de Teton         | 6.240     |
| 4        | Condado de Cascade         | 79.569    | 32       | Condado de Pondera       | 6.087     |
| 5        | Condado de Gallatin        | 78.210    | 33       | Condado de Chouteau      | 5.463     |
| 6        | Condado de Lewis and Clark | 58.449    | 34       | Condado de Toole         | 5.031     |
| 7        | Condado de Ravalli         | 39.940    | 35       | Condado de Broadwater    | 4.517     |
| 8        | Condado de Silver Bow      | 32.982    | 36       | Condado de Musselshell   | 4.497     |
| 9        | Condado de Lake            | 28.297    | 37       | Condado de Phillips      | 4.179     |
| 10       | Condado de Lincoln         | 19.193    | 38       | Condado de Mineral       | 4.014     |
| 11       | Condado de Hill            | 16.304    | 39       | Condado de Sweet Grass   | 3.672     |
| 12       | Condado de Park            | 15.968    | 40       | Condado de Sheridan      | 3.524     |
| 13       | Condado de Glacier         | 13.552    | 41       | Condado de Granite       | 2.965     |
| 14       | Condado de Big Horn        | 13.149    | 42       | Condado de Fallon        | 2.717     |
| 15       | Condado de Fergus          | 11.551    | 43       | Condado de Judith Basin  | 2.198     |
| 16       | Condado de Custer          | 11.267    | 44       | Condado de Wheatland     | 2.037     |
| 17       | Condado de Jefferson       | 11.170    | 45       | Condado de Liberty       | 2002      |
| 18       | Condado de Sanders         | 11.057    | 46       | Condado de Meagher       | 1999      |
| 19       | Condado de Roosevelt       | 10,524    | 47       | Condado de Daniels       | 1.836     |
| 20       | Condado de Carbon          | 9.902     | 48       | Condado de McCone        | 1.805     |
| 21       | Condado de Rosebud         | 9.212     | 49       | Condado de Powder River  | 1.705     |
| 22       | Condado de Richland        | 9.096     | 50       | Condado de Carter        | 1.320     |
| 23       | Condado de Deer Lodge      | 8.948     | 51       | Condado de Garfield      | 1.199     |
| 24       | Condado de Beaverhead      | 8.773     | 52       | Condado de Golden Valley | 1.159     |
| 25       | Condado de Dawson          | 8.688     | 53       | Condado de Prairie       | 1.105     |
| 26       | Condado de Stillwater      | 8.493     | 54       | Condado de Wibaux        | 951       |
| 27       | Condado de Madison         | 7.274     | 55       | Condado de Treasure      | 689       |
| 28       | Condado de Valley          | 7.143     | 56       | Condado de Petroleum     | 470       |

## Cultura

### Deporte

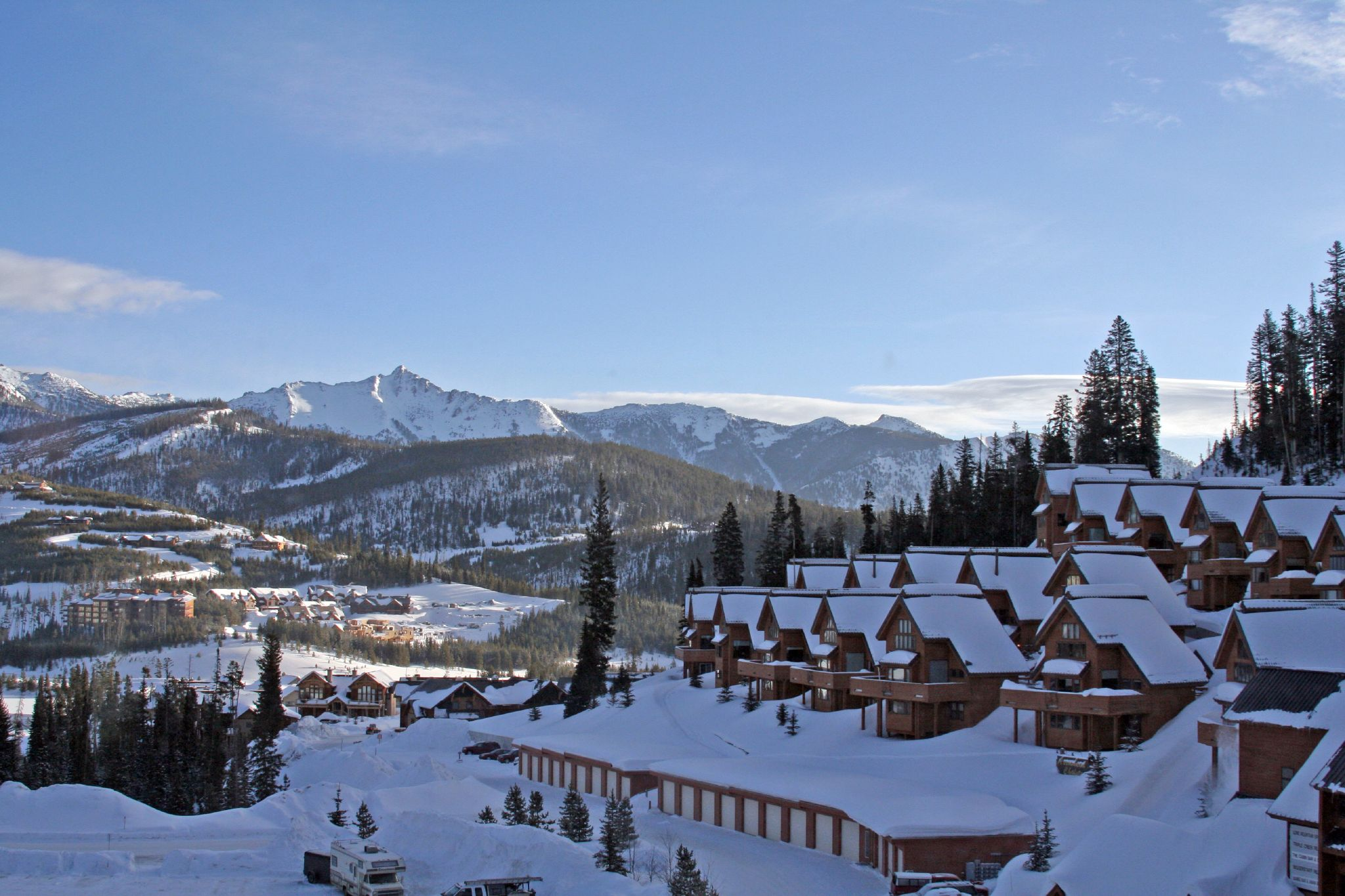
La estación de esquí Big Sky, ubicada en el condado de Madison.

Montana es uno de los pocos estados que carece de un equipo en alguna liga mayor. Sin embargo, posee varios equipos en la Liga menor de béisbol:
- Missoula Osprey
- Great Falls White Sox
- Helena Brewers
- Billings Mustangs

Por otra parte, las universidades del estado cuentan con sus propios equipos que compiten en distintos deportes. Entre los equipos universitarios destacan los Montana Grizzlies y los Montana State Bobcats, que forman parte de la Big Sky Conference y son partícipes de una gran rivalidad desde principios del siglo XX. Especialmente populares son los equipos de fútbol americano y baloncesto.
El entrenador de baloncesto Phil Jackson nació en Deer Lodge, ciudad ubicada en el estado.

### En el cine
Varias películas famosas están ambientadas en este estado: A River Runs Through It (1992) —llamada El río de la vida en España y Nada es para siempre en algunos países de Hispanoamérica—, Leyendas de pasión (1994) o The Horse Whisperer (1998) —El señor de los caballos (Hispanoamérica) y El hombre que susurraba a los caballos (España)—.
Serie de televisión “Yellowstone” USA 2018 _(España) 2020.

### Símbolos del estado

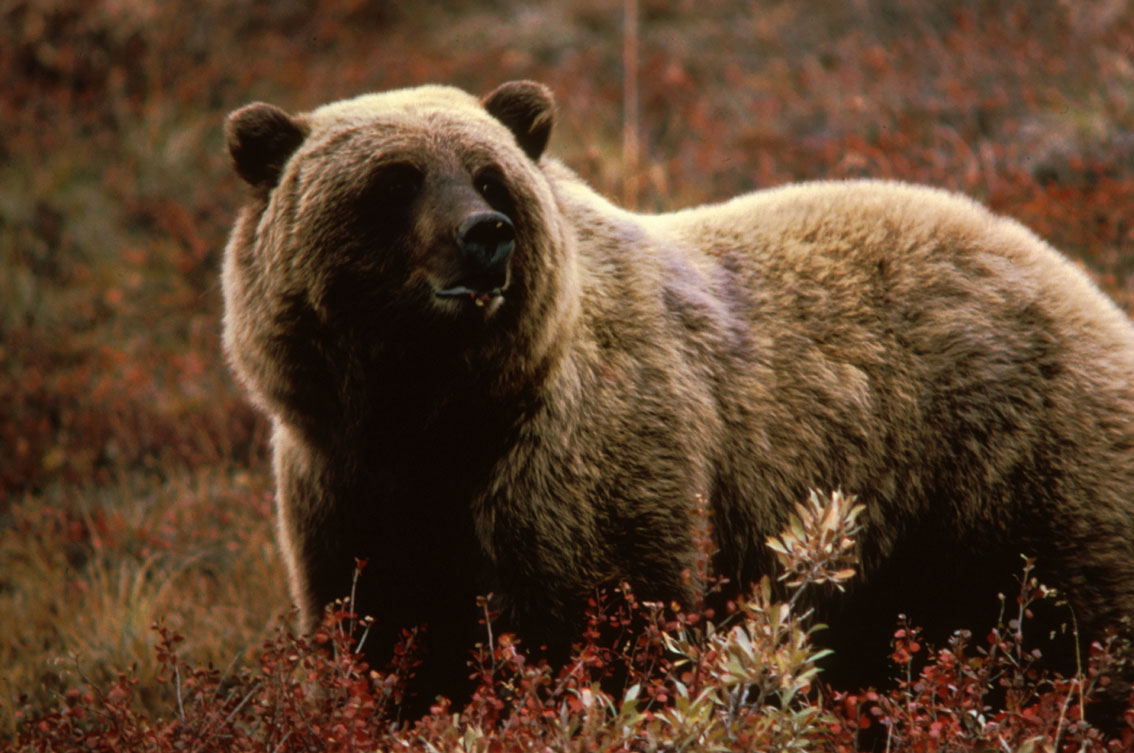
El oso grizzly, uno de los símbolos de Montana.

- Flor del estado: Bitterroot (Lewisia rediviva) desde 1895
- Árbol del estado: Pino ponderosa desde 1949
- Animal del estado: Oso grizzly desde 1862
- Pájaro del estado: Meadowlark del oeste (Sturnella neglecta) desde 1931
- Pez del estado: trucha degollada (Oncorhynchus clarkii clarkii) desde 1977
- Canción del estado: "Montana" desde 1945
- Balada del estado: "Montana Melody" desde 1983
- Gemas del estado: Zafiro y Ágata
- Fósil del estado: Maiasaura peeblesorum (dinosaurio ornitópodo) desde 1985
- Mariposa del estado: Nymphalis antiopa desde 2001
- Hierba del estado: Bluebunch Wheatgrass desde 1973
- Lema del estado: Oro y plata